# Vildapel
Vildapel eller vildäpple (Malus sylvestris eller Pyrus malus L. ssp. sylvestris (L.) Hiitonen), även kallad surapel, är ett träd i familjen rosväxter från Europa.

## Beskrivning
Vildapel är ett lövfällande träd som blir 3-8 m högt. Barken på unga träd är slät men blir senare grov, flagande och gråbrun. Kvistarna är grova och har ibland tornar. Bladen har långa bladskaft, de är runda eller elliptiska med kal undersida. Blommorna är doftande och sitter i kvastar. Foderbladen är kala. Kronbladen är rundade, vanligen vita med rödaktig utsida. Ståndarnas knappar är gula. Frukten sitter på ganska långa skaft, den är relativt liten och grönaktig som mogen, ibland röd på den solbelysta sidan. Smaken är mycket syrlig. Vildapel blommar i maj till juni i Sverige.
Vildapel är mycket lik äpple (M. domestica) som dock kan skiljas på sina kortskaftade blad och frukter, samt att foderbladen är håriga.
Tidigare ansågs arten ha spelat stor roll i utvecklingen av äpple, men numera anses en art, M. sieversii från Centralasien ha spelat större roll .

## Habitat
I Sverige förekommer vildapel från Skåne till Gästrikland. 

### Utbredningskartor
- Norden
- Norra halvklotet

## Biotop
Ganska vanlig i lövskog, skogsbryn och på kulturmark. Vildäpplet hittas även tillsammans med buskar längs vattendrag. Arten når i Norge 550 meter över havet, i Tyskland 1000 meter över havet och på Iberiska halvön 1800 meter över havet.

## Användning[4]
- Barken kan användas för växtfärgning i gult.
- Ympbärare. Enligt vad Linné skrev 1755 i Flora Oeconomica särdeles lämplig "emedan mullwaden intet skadar rötterna." Linné säger vidare att vildapelträ är nästan så hårt som hagtorn, och är därför lämpligt till qwarnhjul.
- Sur saft på vildäpplen användes på 1700-talet vid matlagning.
- Äpplepomada som hudkräm.
- Råvara vid vinberedning.
- Hinkar med frukt från vildapel hittades som gravgods i Osebergsskeppet, enligt Hilda Ellis Davidson eventuellt som en speciellt symbol för liv och mytologisk sett som mat för de döda.

## Hot
Exemplar som står ensam är känsliga för starka vindar. Ett annat hot är hybridisering med trädgårdsapel (Malus domestica). På grund av dessa hybrider är populationens storlek inte känd. IUCN listar arten med kunskapsbrist (DD).